# Gornje Predrijevo
Gornje Predrijevo is een plaats in de gemeente Sopje in de Kroatische provincie Virovitica-Podravina. De plaats telt 119 inwoners (2001).